# جون ماكورميك (عالم سياسة)
جون ماكورميك (بالإنجليزية: John McCormick)‏ هو عالم سياسة أمريكي، ولد في 30 نوفمبر 1954 في إلفراكومب في المملكة المتحدة.